# Wandelende meerval
De wandelende meerval (Clarias batrachus) is een straalvinnige vissensoort uit de familie van de kieuwzakmeervallen (Clariidae). De wetenschappelijke naam van de soort is gepubliceerd in 1758 door Linnaeus in de tiende editie van Systema naturae.

## Kenmerken
Deze slankgebouwde meerval heeft een cremekleurig lichaam met plaatselijk bruine vlekken over zijn gehele lichaam verspreid. De vlekken op de lange rugvin zijn echter groter. Hij heeft een kleine staart en baarddraden rond zijn bek. De lichaamslengte bedraagt maximaal 40 cm.

## Leefwijze
Deze vis kan zich met behulp van zijn borstvinnen over land voortbewegen. De kieuwen zijn voor dit doel uitgerust met versterkte kieuwfilamenten, waardoor hij in staat is om lucht te ademen. Ook zorgen deze ervoor, dat de kieuwen niet als penseelharen samenvallen en verkleefd raken.

## Verspreiding
Deze soort komt voor in Zuid- en Zuidoost-Azië in stilstaande of traag stromende wateren.

## Status
De soort staat op de Rode Lijst van de IUCN als niet bedreigd, beoordelingsjaar 2011.